# Grant (Míchigan)
Grant es una ciudad ubicada en el condado de Newaygo en el estado estadounidense de Míchigan. En el Censo de 2010 tenía una población de 894 habitantes y una densidad poblacional de 519,06 personas por km².

## Geografía
Grant se encuentra ubicada en las coordenadas 43°20′5″N 85°48′22″O / 43.33472, -85.80611. Según la Oficina del Censo de los Estados Unidos, Grant tiene una superficie total de 1.72 km², de la cual 1.67 km² corresponden a tierra firme y (3.01%) 0.05 km² es agua.

## Demografía
Según el censo de 2010, había 894 personas residiendo en Grant. La densidad de población era de 519,06 hab./km². De los 894 habitantes, Grant estaba compuesto por el 93.85% blancos, el 0.11% eran afroamericanos, el 0.45% eran amerindios, el 0.34% eran asiáticos, el 0% eran isleños del Pacífico, el 4.47% eran de otras razas y el 0.78% pertenecían a dos o más razas. Del total de la población el 13.31% eran hispanos o latinos de cualquier raza.